# Ibidionidum longithoracicum
Ibidionidum longithoracicum là một loài bọ cánh cứng trong họ Cerambycidae.